# Turnerjugendheim Annweiler
Das Turnerjugendheim Annweiler – alternativ als Turnerheim bezeichnet – ist ein Wanderheim in Annweiler am Trifels, das vom Pfälzer Turnerbund betrieben wird und als dessen Verbandsgeschäftsstelle fungiert. Es ist als Wohnplatz ausgewiesen.

## Lage
Das Wanderheim befindet sich auf der Südostflanke des Großen Adelbergs nördlich des Siedlungsgebiets der Kernstadt von Annweiler. An ihm führt die Bundesstraße 10 vorbei, die das Gebäude im Löwenherztunnel unterquert. Rund einen Kilometer südöstlich befindet sich der Bahnhof Annweiler am Trifels.

## Angebot
Das Turnerjugendheim verfügt über 32 Zimmer mit insgesamt 99 Betten. Hinzu kommen zwei Turnhallen, ein Fitnessraum, mehrere Seminarräume und ein Außengelände.

## Tourismus
Am Turnerheim führen der Prädikatswanderweg Pfälzer Weinsteig, der Fernwanderweg Staudernheim–Soultz-sous-Forêts sowie der mit einem weiß-blauen Balken markierte Wanderweg von Bad Münster am Stein nach Sankt Germanshof vorbei.